# ساندرا هاتشينز
ساندرا هاتشينز (بالإنجليزية: Sandra Hutchins)‏ هي عَالِمَة حاسوب أمريكية، ولدت في 1946.